# Grammatica

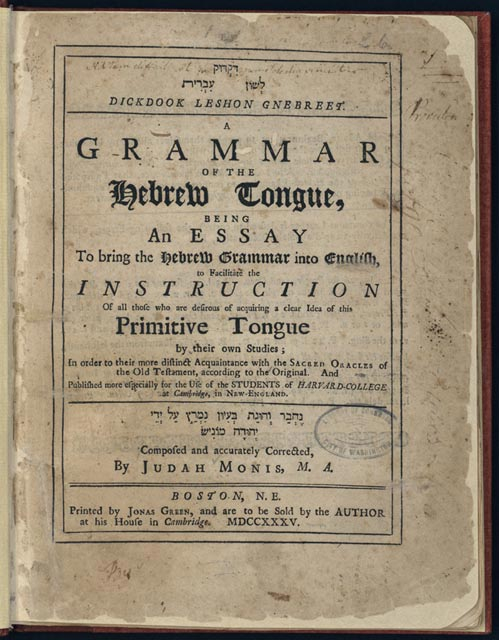
Grammaticaboekje uit 1735.

De spraakkunst, spraakleer of grammatica is binnen de theoretische taalkunde de benaming voor de studie, beschrijving en verklaring voor alles dat met de systematiek van een natuurlijke taal of kunsttaal te maken heeft. 

## Algemeen
De structuur van de woorden en van de zinnen van een taal wordt gedefinieerd aan de hand van grammaticale regels. Er wordt daarbij onderscheid gemaakt tussen de descriptieve grammatica, de prescriptieve grammatica en de schoolgrammatica. Die laatste wordt gebruikt om mensen de taal als tweede taal aan te leren.
Daarnaast is een grammatica een beschrijving van de systematiek van een specifieke taal. Dit kan een volledig formeel-wiskundige beschrijving zijn, een in de taal zelf of andere taal opgeschreven beschrijving, of een combinatie hiervan. Ook een (studie)werk waarin de grammatica van een taal wordt beschreven wordt zelf een grammatica genoemd.

## De spraakkunst van natuurlijke talen
Grammatica omvat een aantal deelgebieden.
- Fonetiek en fonologie. Fonetiek houdt zich bezig met de bestudering van de fysiologische, fysische en perceptieve aspecten van spraak. Ook de fonologie wordt vaak als een onderdeel van de spraakkunst beschouwd. In feite vormt deze laatste discipline een grensgebied tussen enerzijds de syntaxis en anderzijds de fonetiek.
- Morfologie is in het algemeen de leer van de woordstructuur en de woordvorming. De morfologie houdt zich bezig met morfemen, de kleinste betekenisdragende eenheden in een woord.
- Syntaxis is het meest uitgebreide deelgebied, waar traditioneel twee vormen van zinsontleding naast elkaar worden gebruikt:
  - taalkundige ontleding ofwel woordontleding,
  - redekundige ontleding ofwel zinsontleding.
- Semantiek  of betekenisleer is een wetenschap die zich bezighoudt met de betekenis van symbolen, in het bijzonder de bouwstenen van natuurlijke talen die voor de communicatie dienen
- Stilistiek is de bestudering van stijl gebruikt in geschreven of gesproken taal en het effect dat de schrijver of spreker wil hebben op de lezer of toehoorder.

## Grammaticale ontleding
Grammaticale ontleding of analyse is de taalkundige discipline die de woorden en zinsdelen binnen een zin onderscheidt (redekundige ontleding) en deze benoemt op woordniveau (taalkundige benoeming).

### Soorten zinnen
Niet alleen woorden, maar ook deelzinnen kunnen een functie binnen de (complete) zin vervullen (hoofd- en bijzinnen).

## Metatalen
Behalve bij de studie van "gewone" talen worden de begrippen spraakkunst, syntaxis en semantiek ook gebruikt voor formele en computertalen. Om de spraakkunst van een taal (zowel natuurlijke als computertalen) formeel te beschrijven zijn metatalen ontwikkeld. Een voorbeeld hiervan is de Backus-Naur form (BNF). In de taalkunde is ook hier het werk van Chomsky baanbrekend geweest.